# 車田正美
車田 正美（くるまだ まさみ、1953年12月6日 - ）は、日本の漫画家・作詞家。男性。東京都中央区月島出身。血液型はA型。

## 略歴
東京都中央区月島のとび職の家の一人っ子で生まれる。若い頃は下町の不良少年で喧嘩に明け暮れ、本宮ひろ志の漫画『男一匹ガキ大将』に感銘を受けて漫画家を志す。漫画を本格的に描き始めた当初は画材を知らず、青インクでペン入れをしたという。高校3年生の時、初作品を『週刊少年ジャンプ』の「ヤングジャンプ賞」に投稿したが落選。週刊少年ジャンプ編集部に落選理由を尋ねに行ったのがきっかけで、当時『侍ジャイアンツ』を連載していた井上コオのアシスタントとなる（一時的に本宮ひろ志のアシスタントも兼ねた）。
20歳の時、『週刊少年ジャンプ』にて『スケ番あらし』でデビュー。『リングにかけろ』『風魔の小次郎』『男坂』『聖闘士星矢』『SILENT KNIGHT翔』を同誌で連載し、荒唐無稽ながらも独特の作風で黄金期ジャンプの看板漫画家の一人として活躍する。
『SILENT KNIGHT翔』終了後、『週刊少年ジャンプ』を離れ、『スーパージャンプ』で新選組を題材とした『あかね色の風』を連載するが連載は途中中断。その後、創刊まもなかった『月刊少年エース』（角川書店）に移籍して連載した『B'T-X』は、人気作品となりアニメ化された。
2000年以降は秋田書店の雑誌を中心に活動中。『週刊少年チャンピオン』にてフルカラーで『聖闘士星矢』の続編である『聖闘士星矢 NEXT DIMENSION 冥王神話』を不定期連載した。2014年、デビューから40年を迎えたのを機に「車田正美 熱血画道40周年」と題した各種記念企画を展開。『男坂』の連載を『週刊プレイボーイ』公式サイトの『週プレNEWS』内で29年ぶりに再開し、北の大地編を収録した4巻が10月に発売され12月から新章を開始。またWEBコミック誌『チャンピオンクロス』で『雷鳴のZAJI』の特別編を26年ぶりに掲載し、さらにデビュー40周年の集大成として自伝的作品『藍の時代 一期一会』を『週刊少年チャンピオン』誌上で連載した。

## 作風
根性や友情、兄弟愛、仁義をキャラクターに語らせる熱血漫画を得意とする。本宮ひろ志に影響されたと語る大ゴマや大胆な見開きなどを多用し、ダイナミックな必殺技の応酬を描くのが特徴。その一方で、作中に古人の名言を引用したり、物理学の知識を応用した展開を見せる。
『リングにかけろ』の中盤あたりから「リングを切り裂く、窓をぶち破る、建造物を破壊する」などの荒唐無稽なパワーを宿すボクサー、また神々の力を宿す奇跡のボクサーなどが登場し始め、「SFボクシング」とでもいうべき新しいジャンルを開拓。同作のトーナメント式団体戦は後の『週刊少年ジャンプ』の格闘漫画の先駆けとなった。島本和彦は『アオイホノオ』において『リングにかけろ』の一場面を引用し「これは車田正美が長い年月をかけて作り上げた様式美。本人だけが許されるオリジナリティー」と評価している。
描線は一見太く力強いが、かぶらペンで引いた細い線を重ねて太く見せている。「SHWOK」「ZZRAK」「BAKCOOON（あるいはBAKOOOM）」などのアルファベットの擬音や、墨を飛び散らせたような黒い吹き出しなどは車田独特の様式として頻繁に使われる。
『週刊少年ジャンプ』連載中は激しい生存競争の中、「面白いと思ったアイディアはすぐ使う」という考えからの怒涛のストーリー展開が多く、突然突飛な設定を持ち出すこともある。謎の人物として登場したシルエットが正体を現すと全く違うデザインになっている場合もあるほか、作中で死亡したように描かれたキャラクターをのちに何の説明も描写もなく再登場させることもある。車田は「自分の漫画に必要なのは起承転結ではなく、いかに読者を驚かせるかだ」と語っている。
打ち切りとなり終了した作品もあり、その際『男坂』ではコミックス最終巻の最終ページに「未完」、『SILENT KNIGHT翔』では「NEVER END」という言葉を載せた。車田自身も、「自分にこの職業を与えてくれたことは感謝するが、自分は本当に漫画家に向いているかどうかはわからない」とコメントしている。

## その他
- 車田自身は自らを「漫画家」ではなく「漫画屋」と称していた。理由は「漫画家などと呼ぶべきなのは手塚治虫のような巨匠であり、自分はその呼称には値しない」と述べていた。
- 車田がジャンプ時代に描いた漫画のうち、特に代表作となる『リングにかけろ』、『聖闘士星矢』の人気は絶大なものであり、当時集英社ビルの改装を行った際に「新社屋は『車田ビル』、入り口階段を『リンかけ階段』と呼ばれている」「ジャンプが300万部突破できたのは私の漫画のおかげ」と車田は冗談半分のネタにしていた[3]。
- 『聖闘士星矢』はグッズの売上も良く、聖闘士のフィギュア聖闘士聖衣大系は1987年度男子玩具最大のヒット作となった[4]。また、日本国外で問題視されがちな残酷描写という点でも、『聖闘士星矢』は他の日本のアニメ作品と比較して描写がマイルドであるため、欧州でも受け入れられ世界中で人気を博すことになった。フランス出身の映画監督ルイ・レテリエはこのアニメの大ファンだったと明かし、『タイタンの戦い』は『聖闘士星矢』のオマージュであると述べている[5]。
- 熱心な車田ファンは「マサミスト」と呼ばれ（命名者は島村春奈）、公式サイトでも閲覧者をそう呼称している。
- 正装は白のスーツを愛用しており、誌面やOVA『聖闘士星矢 冥王ハーデス十二宮編』試写会[注 2]で着用していた。
- 『聖闘士星矢』連載時、車田は文化人納税者番付第一位になり、所有する車も外車数台と豪華絢爛の豪遊生活を送っていた（現在は国産車と二本の足と本人は語る）。
- 多くの格闘家との親交を持つ。これが影響して、車田当人の希望で格闘家が自身のアニメ作品にゲスト声優として参加したり、本人がキャラクターとして登場している。単行本コメント、雑誌対談企画など、その他格闘家関連の話題には事欠かない。
- かつては一日に五箱も煙草を吸うヘビースモーカーだったが、『風魔の小次郎』連載の頃に病に倒れた父親の回復に願掛けしてスパッと禁煙したとのこと[6]。
- 『聖闘士星矢』に登場するオブジェ状のプロテクター、聖衣（クロス）、鱗衣（スケイル）、冥衣（サープリス）は、複数のアシスタントがデザインと作画（描写に形状の知悉が要求されるため）を兼任している。
- 近年は秋田書店との交流が深く、HP上でも多くの親睦が示されている。
- 『週刊少年チャンピオン』で『聖闘士星矢THE LOST CANVAS 冥王神話』を執筆している手代木史織は『聖闘士星矢』など車田漫画の影響で漫画家を志した。
- 『コミックゲーメスト』でゲーム『真・サムライスピリッツ』のイラストを描き下ろした。読者からの要望があれば連載をする、とのことだったが連載には至らなかった。なお、描き下ろしイラストは公式サイトのギャラリーに掲載されている。
- アニメ版『聖闘士星矢』の続編として、2003年より冥界編がOVAとして作成されていたが、2005年、制作続行中でありながら古谷徹をはじめとした主役声優陣を降板させた。ただ車田は古谷を降板させる気はなく、古谷以外の声優陣の変更を希望したが、他のベテラン声優陣と長年育てたチームワークを重視した古谷は自ら降板したという。聖闘士星矢 冥王ハーデス編#声優交代の波紋を参照。
- アイドル好きであり石野真子、酒井法子のファンだった。『リングにかけろ』では世界大会イタリア戦の前夜、石松がTVの石野の歌唱に併せ「プリティー・プリティー」を歌う描写があり、ジャンプ愛読者賞の読み切り作品『リングにこけろ』では自らがギリシャ戦の剣崎のセルフパロディを演じ、「どうやら、この世では好きとも言えそうもないぜ… あばよマコ（石野真子）」と呟く描写がある。また『聖闘士星矢』にて蟹座のデスマスクと天秤座の童虎にのりピー語を喋らせたこともある他、アンドロメダ星座の瞬の城戸邸の自室にはのりピーマンが描かれた紙が散らばっていた。
- 『神輪会』の名前は当時の公式ファンクラブ「神話会Jr」の名前の基にもなった。
- 『実録!神輪会』に収録されている短編「愛読者賞には手を出すな!!」では師の本宮ひろ志をスーパーヒーローとして描いている。なお本宮も『俺の空』カジノ編にて車田および神輪会メンバーをゲストキャラクターとして登場させている。
- 1980年代後半頃に射手座の近くで星が発見された際、車田から名前を取って「車田正美星」として登録されたことがある[7]。

## 作品リスト
太字の作品はメディアミックスされた作品
|  | 長期連載漫画 |  | 短期連載漫画 |  | 読切漫画 |

| 作品名                                          | 形式 | 掲載誌                                     | 連載・掲載期間                                                                       | 単行本（発売日）                                 |
| ----------------------------------------------- | --- | ------------------------------------------ | ------------------------------------------------------------------------------------ | ------------------------------------------------ |
| スケ番あらし                                    | 短期連載 | 週刊少年ジャンプ（集英社）                 | 1974年32号 - 1975年12号                                                              | 『真友仁義 車田正美初期短編集』                  |
| スケ番あらし                                    | 短期連載 | 週刊少年ジャンプ（集英社）                 | 1975年22号 - 42号                                                                    | 全2巻（1977年9月5日、10月30日）                  |
| スケ番あらし                                    | デビュー作だがオイルショックの影響から2回読み切り、5回連載と変則的な掲載が続き、1975年から本格的連載が開始される。                                                                                             |                                            |                                                                                      |                                                  |
| みけ猫ロック                                    | 読切 | 月刊少年ジャンプ（集英社）                 | 1976年12月号                                                                         | 『スケ番あらし』第2巻                            |
| リングにかけろ                                  | 長期連載 | 週刊少年ジャンプ（集英社）                 | 1977年2号 - 1981年44号                                                               | 全25巻                                           |
| リングにかけろ                                  | 最終回直前には『週刊少年ジャンプ』史上初の三週連続巻頭カラーを飾り、最終回も巻頭カラーで終わる。2001年続編『リングにかけろ2』連載開始。2004年アニメ化。                                                        |                                            |                                                                                      |                                                  |
| 真友仁義                                        | 読切 | 週刊少年ジャンプ（集英社）                 | 1978年10号                                                                           | 全1巻（1983年4月15日）                           |
| 白帯大将                                        | 読切 | 月刊少年ジャンプ（集英社）                 | 1979年2月号                                                                          | 『真友仁義 車田正美初期短編集』                  |
| 実録！神輪会                                    | 連作読切 | 週刊少年ジャンプ（集英社）                 | 1979年13号 / 1980年18号 / 1981年11号 / 1983年19号                                    | 全1巻（1983年8月15日）                           |
| 実録！神輪会                                    | 愛読者賞の読み切り作品として発表。1980年18号掲載の「リングにこけろ」は読者投票第1位となった。 |                                            |                                                                                      |                                                  |
| 風魔の小次郎                                    | 長期連載 | 週刊少年ジャンプ（集英社）                 | 1982年3・4号 - 1983年49号                                                            | 全10巻                                           |
| 風魔の小次郎                                    | 1989年OVA化。2003年由利聡による続編『風魔の小次郎 柳生暗殺帖』連載が開始されるも2006年を最後に休載中。2007年実写ドラマ化、同キャストにより2008年ミュージカル化。                                               |                                            |                                                                                      |                                                  |
| 雷鳴のZAJI                                      | 連作読切 | フレッシュジャンプ（集英社）               | 1983年2月号                                                                          | 全1巻                                            |
| 雷鳴のZAJI                                      | 連作読切 | 週刊少年ジャンプ（集英社）                 | 1984年13号 / 1988年6号                                                               | 全1巻                                            |
| 雷鳴のZAJI                                      | 連作読切 | チャンピオンクロス（秋田書店）             | 2014年                                                                               | 未収録                                           |
| 男坂                                            | 長期連載 | 週刊少年ジャンプ（集英社）                 | 1984年32号 - 1985年12号                                                              | 1 - 3巻                                          |
| 男坂                                            | 長期連載 | 週プレNEWS（集英社）                       | 2014年6月9日 - 8月11日 / 2014年12月8日 - 2015年2月2日 / 2016年2月28日 - 4月24日 配信 | 4 - 6巻                                          |
| 男坂                                            | 長期連載 | 少年ジャンプ+（集英社）                    | 2017年7月14日配信開始                                                                | 7巻 - 11巻                                       |
| 男坂                                            | 半年で打ち切りとなった作品だが、30年振りに連載再開となる。 |                                            |                                                                                      |                                                  |
| 聖闘士星矢                                      | 長期連載 | 週刊少年ジャンプ（集英社）                 | 1986年1・2号 - 1990年49号                                                            | 全28巻                                           |
| 聖闘士星矢                                      | 長期連載 | ブイジャンプ（集英社）                     | 1990年12月12日号                                                                     | 全28巻                                           |
| 聖闘士星矢                                      | 代表作。1986年アニメ化、当時としては異例のスピードでアニメ化を果たす。連載終了号に最終回が入りきらないことが判明したため、車田による読切作品が掲載される予定だった同年創刊の『ブイジャンプ』誌にて掲載される。 |                                            |                                                                                      |                                                  |
| 青い鳥の神話                                    | 読切 | 週刊少年ジャンプ増刊号（集英社）           | 1991年Spring Special 1992年Winter Special                                            | 全1巻（1998年9月1日）                            |
| SILENT KNIGHT翔                                 | 短期連載 | 週刊少年ジャンプ（集英社）                 | 1992年35号 - 1992年48号                                                              | 全2巻                                            |
| SILENT KNIGHT翔                                 | 多くの伏線や敵対勢力の幹部が登場したものの、人気が振るわず13週間で打ち切られる。本作連載終了後に『週刊少年ジャンプ』との専属契約を解消する。                                                                   |                                            |                                                                                      |                                                  |
| あかね色の風 -新撰組血風記録-                   | 短期連載 | スーパージャンプ（集英社）                 | 1993年13号 - 1994年22号                                                              | ワイド版全1巻                                    |
| B'T-X                                           | 長期連載 | 月刊少年エース（角川書店）                 | 1994年12月号 - 2000年2月号                                                           | 全16巻                                           |
| B'T-X                                           | 集英社を離れてから初めての作品。1996年アニメ化、1997年OVA化。 |                                            |                                                                                      |                                                  |
| EVIL CRUSHER 魔矢                               | 読切 | 月刊少年ガンガン（スクウェア・エニックス） | 1996年2月号 / 1996年3月号                                                            | 全1巻                                            |
| リングにかけろ2                                 | 長期連載 | スーパージャンプ（集英社）                 | 2001年4号 - 2008年24号                                                               | 全26巻                                           |
| 聖闘士星矢 天界編序奏 〜overture〜 introduction | 読切 | スーパージャンプ（集英社）                 | 2004年4号                                                                            | 画集『宙(SORA)―聖闘士星矢車田正美ILLUSTRATIONS』 |
| 聖闘士星矢 NEXT DIMENSION 冥王神話              | 長期連載 | 週刊少年チャンピオン（秋田書店）           | 2006年36・37合併号 - 2024年31号                                                      | 全16巻                                           |
| 藍の時代 一期一会                               | 短期連載 | 週刊少年チャンピオン（秋田書店）           | 2015年33号 - 2015年41号                                                              | 全1巻                                            |
| 聖闘士星矢 EPISODE ZERO                         | 短期連載 | チャンピオンRED（秋田書店）                | 2018年2月号 - 4月号                                                                  |                                                  |
| 聖闘士星矢 ORIGIN                               | 短期連載 | チャンピオンRED（秋田書店）                | 2019年2月号 - 3月号                                                                  |                                                  |
| 風魔の小次郎 序の巻                             | 長期連載 | チャンピオンRED（秋田書店）                | 2019年10月号 - 12月号                                                                |                                                  |
| 聖闘士星矢 DESTINY                              | 読切 | チャンピオンRED（秋田書店）                | 2020年2月号                                                                          |                                                  |
| 聖夜に鐘は鳴る                                  | 読切 | チャンピオンRED（秋田書店）                | 2022年2月号                                                                          |                                                  |
| 風魔の小次郎 外伝 飛鳥無明帖                    | 連載 | チャンピオンRED（秋田書店）                | 2022年10月号 -                                                                       |                                                  |

### 他作家によるスピンオフ作品リスト
車田正美自身の手に拠らない、車田正美を原作者とするスピンオフ作品など。
| 作品名                                                         | 作者                                                                   | 掲載誌・出版社                    | 連載・掲載期間                                     | 単行本                                               |
| -------------------------------------------------------------- | ---------------------------------------------------------------------- | --------------------------------- | -------------------------------------------------- | ---------------------------------------------------- |
| 聖闘士星矢EPISODE.G                                            | 岡田芽武                                                               | チャンピオンRED（秋田書店）       | 2003年2月号 - 2013年8月号                          | 全21巻                                               |
| 風魔の小次郎 柳生暗殺帖                                        | 由利聡                                                                 | チャンピオンRED（秋田書店）       | 2003年11月号 - 2006年7月号 隔月連載・休載中        | 既刊3巻                                              |
| 聖闘士星矢 THE LOST CANVAS 冥王神話                            | 手代木史織                                                             | 週刊少年チャンピオン（秋田書店）  | 2006年39号 - 2011年19号                            | 全25巻                                               |
| 聖闘士星矢 THE LOST CANVAS 冥王神話 ユズリハ外伝 血墨の紋      | 手代木史織                                                             | プリンセスGOLD（秋田書店）        | 2009年11+12月号                                    | 『聖闘士星矢 THE LOST CANVAS 冥王神話 外伝』14巻収録 |
| 聖闘士星矢 THE LOST CANVAS 冥王神話 外伝                       | 手代木史織                                                             | 週刊少年チャンピオン（秋田書店）  | 2011年25号 - 2012年22+23号                         | 全16巻                                               |
| 聖闘士星矢 THE LOST CANVAS 冥王神話 外伝                       | 手代木史織                                                             | 別冊少年チャンピオン（秋田書店）  | 2012年7月号 - 2016年4月号                          | 全16巻                                               |
| 聖闘士星矢Ω                                                    | ばう                                                                   | ケロケロエース（角川書店）        | 2013年5月号 - 2013年9月号                          | 全1巻                                                |
| 聖闘士星矢 セインティア翔                                      | 久織ちまき                                                             | チャンピオンRED（秋田書店）       | 2013年10月号 - 2021年9月号                         | 全16巻                                               |
| 車田水滸伝 HERO OF HEROES                                      | 高河ゆん                                                               | チャンピオンRED（秋田書店）       | 2014年2月号（プレストーリー） 2014年5月号 - 連載中 | 既刊1巻                                              |
| 聖闘士星矢EPISODE.G アサシン                                   | 岡田芽武                                                               | チャンピオンREDいちご（秋田書店） | 2014年Vol.43 - 2014年Vol.45                        | 全16巻                                               |
| 聖闘士星矢EPISODE.G アサシン                                   | 岡田芽武                                                               | チャンピオンクロス（秋田書店）    | 2014年10月21日 - 2018年6月26日                     | 全16巻                                               |
| 聖闘士星矢EPISODE.G アサシン                                   | 岡田芽武                                                               | マンガクロス（秋田書店）          | 2018年7月10日 - 2019年8月27日                      | 全16巻                                               |
| 聖闘士星矢30周年記念スペシャル企画 聖闘士星矢 ゴールデンエイジ | 岡田芽武（小説・挿絵） 高河ゆん・久織ちまき（挿絵） 手代木史織（漫画） | チャンピオンRED（秋田書店）       | 2016年8月号 別冊付録                               | 未収録                                               |
| 聖闘士星矢EPISODE.Gレクイエム                                  | 岡田芽武                                                               | マンガクロス（秋田書店）          | 2020年1月28日 - 連載中                             | 既刊8巻                                              |
| 聖闘士星矢 冥王異伝 ダークウィング                             | サイトウケンジ (脚本) 上田信舟 (作画)                                  | チャンピオンRED（秋田書店）       | 2020年10月19日 - 連載中                            | 既刊7巻                                              |
| 聖闘士真理矢                                                   | 霜月星良                                                               | 月刊プリンセス（秋田書店）        | 2025年2月号 - 連載中                               | 既刊1巻                                              |

## 漫画以外の活動

### 画集
BURNING BLOOD MASAMI KURUMADA 23th ANNIVERSARY
角川書店 1996年12月1日発売 ISBN 4-04-852749-5
宙(SORA)―聖闘士星矢車田正美ILLUSTRATIONS
集英社 2004年3月31日発売 ISBN 4-08-782072-6
聖闘士星矢30周年記念画集 聖域 ―SANCTUARY―
宝島社 2016年10月21日発売 ISBN 978-4-8002-6227-1

### 音楽作品
| 生々流転 KURUMADA ISM〜車田正美作詞全集〜 ポニーキャニオン 2005年12月14日発売 |                    |            |                 |                        |
| 曲名                                                                          | 作詞               | 作曲       | 編曲            | 歌                     |
| 聖闘士星矢                                                                    |                    |            |                 |                        |
| いかなる星の下に 〜We’re Fearless Warriors〜                                  | 車田正美           | つのごうじ | MAKE UP PROJECT | MAKE UP PROJECT        |
| 星よ流れるな 〜Stop The Fate〜                                                | 車田正美           | 松澤浩明   | MAKE UP PROJECT | MAKE UP PROJECT        |
| 少年記I 〜BURNING BLOOD〜                                                     | 車田正美           | 松澤浩明   | 松澤浩明        | 影山ヒロノブ           |
| 少年記II 〜I Leave My Heart〜                                                 | 車田正美           | 須藤賢一   | 須藤賢一        | 遠藤正明               |
| 風魔の小次郎                                                                  |                    |            |                 |                        |
| 風の戦士                                                                      | 車田正美           | 今泉敏郎   | 今泉敏郎        | 三浦秀美               |
| あの日風の中で…                                                               | 車田正美           | 今泉敏郎   | 今泉敏郎        | 三浦秀美               |
| B'T-X                                                                         |                    |            |                 |                        |
| 君を守りたい                                                                  | 車田正美           | 千住明     | 千住明          | 檜山修之 高宮鉄平 役   |
| 信じる心                                                                      | 車田正美           | 千住明     | 千住明          | 佐々木望 高宮鋼太郎 役 |
| 光を探して                                                                    | 車田正美           | 千住明     | 千住明          | 緒方恵美 華蓮 役       |
| いつか聞いた風の歌                                                            | 車田正美           | 千住明     | 千住明          | 湯屋敦子 アラミス 役   |
| リングにかけろ                                                                |                    |            |                 |                        |
| 風に向かって走れ 〜stand & fight〜                                            | 車田正美・松尾康治 | Kacky      | 荒木健          | 森田成一 高嶺竜児 役   |
| 名も無き野の花 〜fulfill your dream〜                                         | 車田正美・松尾康治 | Kacky      | 桑田衛          | 田中理恵 高嶺菊 役     |
| 純情ケンカ チャンピオン 〜oneway boy〜                                        | 車田正美・松尾康治 | Kacky      | 草野よしひろ    | 草尾毅 香取石松 役     |
| いばらの旋律 〜Melody〜                                                       | 車田正美・松尾康治 | Kacky      | 大石憲一郎      | 神谷浩史 河井武士 役   |
| 覇道のディスタンス 〜Distance〜                                               | 車田正美・松尾康治 | Kacky      | 草野よしひろ    | 置鮎龍太郎 剣崎順 役   |
| 明日への闘志                                                                  | 車田正美・松尾康治 | Kacky      | Kacky           | Marina del ray         |
| 男坂                                                                          |                    |            |                 |                        |
| 男坂 （ボーナストラック）                                                     | 車田正美・松尾康治 | 車田正美   | 荒木健          | 瀬戸口さゆり           |

| KURUMADA The Complete Works 動如雷電 〜車田正美作詞全集〜 vol.2 ポニーキャニオン 2013年1月16日発売 |                    |                 |                   |                          |
| 曲名                                                                                               | 作詞               | 作曲            | 編曲              | 歌                       |
| リングにかけろ                                                                                     |                    |                 |                   |                          |
| 明日への闘志                                                                                       | 車田正美・松尾康治 | Kacky           | Kacky             | Marina del ray           |
| Shining like gold 〜思い出の欠片〜                                                                 | 車田正美・松尾康治 | Kacky           | 大石憲一郎        | Marina del ray           |
| Strike Anywhere 〜誓いの時〜                                                                       | 車田正美・松尾康治 | Kacky           | 大石憲一郎        | Marina del ray           |
| 明日への飛翔 〜flap your wings〜                                                                   | 車田正美・松尾康治 | Kacky           | 大石憲一郎        | Marina del ray           |
| rough and ready 〜拳よ 空翔けろ〜                                                                  | 車田正美・松尾康治 | Kacky           | 大石憲一郎        | Marina del ray           |
| 虹の彼方                                                                                           | 車田正美・松尾康治 | Kacky           | 大石憲一郎        | Marina del ray           |
| 聖闘士星矢                                                                                         |                    |                 |                   |                          |
| 女神の戦士 〜Pegasus Forever〜                                                                     | 車田正美・松尾康治 | Kacky           | Kacky・大石憲一郎 | Marina del ray           |
| 託す者へ 〜My Dear〜                                                                               | 車田正美・松尾康治 | Kacky           | 大石憲一郎        | まつざわゆみ             |
| 神の園 〜Del Regno〜                                                                               | 車田正美・松尾康治 | 車田正美・Kacky | 大石憲一郎        | 石橋優子                 |
| 花の鎖                                                                                             | 車田正美・松尾康治 | Kacky           | 大石憲一郎        | 生乃麻紀・Marina del ray |

| 車田 正美 熱血画道40周年記念CD 日本コロムビア 2014年11月26日発売 |          |       |          |            |
| 曲名                                                             | 作詞     | 作曲  | 編曲     | 歌         |
| 男坂                                                             |          |       |          |            |
| 人生岬                                                           | 車田正美 | Kacky | 山本健司 | 五條真由美 |
| 男坂（新録音 ニューver.）                                        | 車田正美 | Kacky | 山本健司 | 五條真由美 |
| 人生岬（カラオケ）                                               | 車田正美 | Kacky | 山本健司 | 五條真由美 |
| 男坂（カラオケ）                                                 | 車田正美 | Kacky | 山本健司 | 五條真由美 |

- 誓いの明日

作詞 車田正美・松尾康治 / 作曲 Kacky / 編曲 Kacky & 藤井理央 / 歌 Marina del ray
高尾社CR B't Xの挿入歌、Marina del ray属するサウンドクリエーターMDR Sound Productionのホームページにて視聴可能。
| CR「風魔の小次郎」サウンドトラック iTunes Store 2016年4月1日配信 |                     |       |                    |                |
| 曲名                                                             | 作詞                | 作曲  | 編曲               | 歌             |
| 風魔の小次郎                                                     |                     |       |                    |                |
| 風と共に                                                         | 車田正美 / 小池由朗 | Kacky | Kacky / 大石憲一郎 | Marina del ray |
| 聖戦                                                             | 車田正美 / 小池由朗 | Kacky | Kacky / 大石憲一郎 | Marina del ray |
| 風の如く                                                         | 車田正美 / 小池由朗 | Kacky | Kacky / 大石憲一郎 | Marina del ray |
| じゃんじゃん☆にんじゃ (feat. YUKA)                               | 車田正美 / 小池由朗 | Kacky | Kacky / 大石憲一郎 | Marina del ray |
| 風と共に(instrumental)                                           | 車田正美 / 小池由朗 | Kacky | Kacky / 大石憲一郎 | Marina del ray |
| 聖戦(instrumental)                                               | 車田正美 / 小池由朗 | Kacky | Kacky / 大石憲一郎 | Marina del ray |
| 風の如く(instrumental)                                           | 車田正美 / 小池由朗 | Kacky | Kacky / 大石憲一郎 | Marina del ray |
| じゃんじゃん☆にんじゃ (instrumental)                             | 車田正美 / 小池由朗 | Kacky | Kacky / 大石憲一郎 | Marina del ray |

SANYOのCR 風魔の小次郎のメインテーマ、挿入歌、エンディングテーマ、そしてメインボーカルにYUKAを迎えたプロデュース曲。

### イラスト提供
- パフォー!

NHK総合テレビジョン、NHK衛星第2テレビジョンで放送されていたバラエティー番組のオープニングイラスト。

### 書籍作品
- 人生を語らず

秋田書店 2004年7月29日発売 ISBN 978-4-253-10491-3
- 車田正美熱血対談伝説 リングにかけろREAL

集英社 2005年12月2日発売 ISBN 978-4-087-82109-3
- 人生を語らず2 動如雷電

秋田書店 2009年2月6日発売 ISBN 978-4-253-10492-0

### メディア出演
- 週刊少年「」

フジテレビ721 第2回 2003年2003年4月29日放送。
- マンガノゲンバ

NHK衛星第2テレビジョン 第76回 2008年8月26日放送。

## 師匠
- 井上コオ
- 本宮ひろ志
- 高橋よしひろ

## アシスタント
- 富沢順
- 石山東吉